# Mount Herschel
Mount Herschel är ett berg i Antarktis. Det ligger i Östantarktis. Nya Zeeland gör anspråk på området. Toppen på Mount Herschel är 3 335 meter över havet.